# Soyo
Soyo este un oraș în Angola.